# Smok wawelski
Smok wawelski — вид архозаврів, що існував у пізньому тріасі (205—200 млн років тому).

## Назва
Вид названо на честь Вавельського дракона, міфічного захисника Кракова.

## Скам'янілості
Скам'янілі рештки рептилії знайдені у 2007 році поблизу села Лісовиці Сілезького воєводства на півдні Польщі. Було виявлено майже повний череп з фрагментами постраніального скелета. Крім того, поруч із місцем знахідки знайдено 5 скам'янілих відбитків трипалих лап. Сліди можуть належати цій тварині, однак відсутність знайдених кісток стопи робить цей зв'язок недоведеним .

## Опис
Архозавр сягав 5-6 м завдовжки, довжина черепа — до 60 см. Smok wawelski був найбільшим хижаком свого часу та своєї екосистеми. У копролітах, що приписуються виду, знайдені рештки кісток дицинодонтів, темноспондилів та риб, що вказує на те, що Smok wawelski не був перебірливим хижаком.